# Jaciment arqueològic de la Font dels Sucals
Font dels Sucals és un Jaciment arqueològic que es troba a Sant Aniol de Finestres, (la Garrotxa), inclòs a l'Inventari del Patrimoni Arqueològic i Paleontològic de Catalunya.
Es tracta d'un jaciment en superfície, del qual únicament s'ha recuperat indústria lítica.

## Descobriment i historiografia
El jaciment va ser descobert durant la dècada dels setanta per Francesc Riuró i els seus col·laboradors.

## Troballes
En aquest jaciment únicament s'ha recuperat indústria lítica durant la prospecció realitzada als anys 70. Tot i que hi havia molt material en superfície és encara insuficient per donar una cronologia concreta, tot i que la indústria de sílex i de talla laminar fa pensar que es tractaria d'ocupacions del Paleolític superior o de l'Epipaleolític.
Durant la prospecció arqueològica de l'any 2001 a la vall mitjana del Ter i conques fluvials del Burgent i Llémana, malauradament no es va recuperar més material.